# Zuurdijk
Zuurdijk (en groningois : Zuurdiek) est un village de la commune néerlandaise de Het Hogeland, situé dans la province de Groningue.

## Géographie
Le village est situé à 20 km au nord-ouest de Groningue.

## Histoire
Zuurdijk fait partie de la commune de De Marne avant le 1er janvier 2019, où celle-ci est supprimée et fusionnée avec Bedum, Eemsmond et Winsum pour former la nouvelle commune de Het Hogeland.

## Démographie
Le 1er janvier 2019, le village comptait 105 habitants.